# Edmonde Charles-Roux
Edmonde Charles-Roux, född 17 april 1920 i Neuilly-sur-Seine, död 20 januari 2016 i Marseille, var en fransk författare, journalist och chefredaktör.
Edmonde Charles-Roux var dotter till industrimannen och diplomaten François Charles-Roux och växte upp i flera olika länder. Vid andra världskrigets utbrott utbildade hon sig till sjuksköterska och anmälde sig som frivillig till Främlingslegionen. Under krigets gång steg Charles-Roux i rang, sårades vid två tillfällen och 1945 tilldelades hon Croix de Guerre och utsågs till riddare av Hederslegionen.
Efter kriget började Charle-Roux skiva kolumner i tidningen Elle och stannade där mellan 1947 och 1949. Hon skrev även för France-Soir och den franska upplagan av modetidningen Vogue och 1954 blev hon chefredaktör för Vogue. År 1966 fick hon lämna posten som chefredaktör efter en konflikt där hon ville ha en svart fotomodell på omslaget.
Senare samma år utkom hon med boken Glömma Palermo (Oublier Palerme) som hon tilldelades det prestigefyllda Goncourtpriset för. I samband med priset träffade hon Marseilles borgmästare Gaston Defferre och de inledde ett förhållande. Paret gifte sig 1973.
År 1974 kom henne biografi om Coco Chanel, L'Irrégulière, som 2009 kom att filmatiseras som Coco – livet före Chanel.

## Biografi

### Romaner
- Glömma Palermo (Oublier Palerme), Grasset, 1966
- Elle, Adrienne, Grasset, 1971
- Stèle pour un bâtard, Grasset, 1980
- Une enfance sicilienne, Grasset, 1981

### Biografier
- L'Irrégulière ou mon itinéraire Chanel, Grasset, 1974
- Un désir d'Orient, biografi om Isabelle Eberhardt, vol. I, Grasset, 1989
- Nomade j'étais, biografi om Isabelle Eberhardt, vol. II, Grasset, 1995
- Isabelle du désert, volym som kombinerar Un désir d'Orient och Nomade j'étais, Grasset, 2003
- Edmonde, fiktiv biografi om Dominique de Saint-Pern, Stock, 2019

### Fotoböcker
- Le Temps Chanel, La Martinière / Grasset, 1979
- L'Homme de Marseille, Grasset, 2003